# Богданівка (зупинний пункт, Знам'янська дирекція Одеської залізниці)
Богдáнівка — пасажирський залізничний зупинний пункт Знам'янської дирекції Одеської залізниці на електрифікованій у 1962 році лінії Імені Тараса Шевченка — Чорноліська між станціями Цибулеве (16 км) та Чорноліська (2 км). Розташований в однойменному селі Богданівка Кропивницького району Кіровоградської області.

## Пасажирське сполучення
На зупинному пункті Богданівка зупиняються приміські електропоїзди до станцій Імені Тараса Шевченка, Цвіткове, Знам'янка-Пасажирська.